# Эребру
Э́ребру, или Эребру́ (уст. Эребро, швед. Örebro МФА: [œrəˈbruː]о файле), — город в Швеции, административный центр лена Эребру и коммуны Эребру. Расположен в исторической провинции Нерке, у западной оконечности озера Ельмарен. Население — 126 604 человекa (2020). Основан в 1200 году, статус города получил в 1404 году.

## Название
Название города происходит от шведских слов ör — «гравийный пляж», «гравийная коса» и bro — «мост»; подразумевается старинный мост через реку Свартон, впадающую в озеро Ельмарен. Народная этимология связывает имя города со словом öre — «копейка».

## Достопримечательности
- Замок Эребру, заложенный в 1240 году ярлом Биргером
- Романо-готическая церковь св. Николая (2-я половина XIII века)
- Краеведческий музей[2]
- Водонапорная башня Svampen

## Спорт
В городе находится спортивный комплекс «Берн Арена», включающий:
- футбольный стадион, на котором проводит домашние матчи футбольный клуб «Эребру»,
- ледовую арену, домашнюю для клуба по хоккею с шайбой «Эребру»,
- стадион для хоккея с мячом, домашний для клуба по хоккею с мячом «Эребру».

## Известные уроженцы
- Йенс Бергенстен (род. 1979) — программист, разработчик Майнкрафта и других игр
- Яльмар Бергман (1883—1931) — прозаик и драматург
- Стиг Бломквист (род. 1946) — автогонщик, чемпион мира по ралли 1984 года
- Йенс Бюггмарк (род. 1985) — горнолыжник, двукратный вице-чемпион мира
- Даниэль, герцог Вестерготландский (род. 1973) — муж наследной принцессы Виктории
- Торстен Кумфельдт (1886—1966) — ватерполист и пловец, призёр Олимпийских игр
- Бертиль Линдблад (1895—1965) — астроном, президент Шведской королевской академии наук
- Лаурентиус Петри (1499—1573) — деятель Реформации, первый евангелическо-лютеранский архиепископ в Швеции
- Бернгард Элис Мальмстрём (1816—1865) — поэт, историк литературы.
- Олаус Петри (1493—1552) — деятель Реформации, писатель
- Ронни Петерсон (1944—1978) — автогонщик, выступавший в классе Формула-1, вице-чемпион мира 1971 и 1978 годов.
- Юхан Рёйлер (род. 1981) — конькобежец, чемпион мира среди юниоров
- Карл Манне Георг Сигбан (1886—1978) — физик, лауреат Нобелевский премии
- Йеспер Флорен (род. 1990 года) — футболист